# Aéroport de Touggourt - Sidi Mahdi
L'Aéroport de Touggourt - Sidi Mahdi (code IATA : TGR • code OACI : DAUK) est un aéroport algérien à vocation nationale, situé sur la commune de Touggourt  à 9 km au sud-est de la ville.

## Présentation
L’aéroport de Touggourt - Sidi Mahdi est un aéroport civil desservant la ville de Touggourt et sa région (le nord de la wilaya d'Ouargla). 
L’aéroport est géré par l'EGSA d'Alger.

## Situation

### Carte des aéroports de l'Algérie
'
| \| 100 km1:14 790 000 \| Adrar Alger Annaba Batna Béjaïa Biskra Boufarik Chlef Constantine Ghardaïa Hassi Messaoud In Amenas Jijel Oran Sétif Tamanrasset Tébessa Tlemcen Béchar Bordj Mokhtar Djanet El Bayadh El Goléa El Oued Illizi In Salah Ghriss Ouargla Tiaret Timimoun Tindouf Touggourt |
| 100 km1:14 790 000 |

Carte statique des aéroports d'Algérie.Carte dynamique des aéroports d'Algérie.

## Infrastructures liées

### Pistes
L’aéroport dispose d'une piste en béton bitumineux d'une longueur de 3 000 m.

## Compagnies et destinations
| Compagnies  | Destinations                       |
| ----------- | ---------------------------------- |
| Air Algérie | Alger-Houari-Boumédiène, Bou Saâda |

Actualisé le 31/07/2023